# Base de la Fuerza Aérea Moody
Moody AFB es un lugar designado por el censo ubicado en el condado de Lowndes en el estado estadounidense de Georgia. En el censo de 2000, su población era de 993.

## Geografía
Moody AFB se encuentra ubicado en las coordenadas 30°58′48″N 83°12′51″O / 30.98000, -83.21417 (30.980083, -83.214246). Según la Oficina del Censo, la localidad tiene un área total de 14 km² (5,4 mi²).

## Demografía
Según la Oficina del Censo en 2000 los ingresos medios por hogar en la localidad eran de $36,058. La renta per cápita para la localidad era de $11,452.